# Griswoldia acaenata
Griswoldia acaenata là một loài nhện trong họ Zoropsidae.
Loài này thuộc chi Griswoldia. Griswoldia acaenata được Charles E. Griswold miêu tả năm 1991.